# Taraškievica

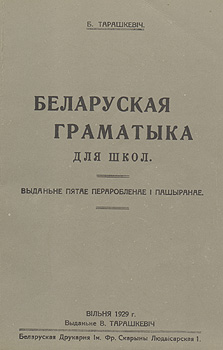
Portada de la «Biełaruskaja gramatyka dla škoł» (Gramàtica belarussa per a l'escola) escrita per Branislau Taraixkièvitx, on es va fer la codificació de la Taraškievica (5ena edició, 1929)

La taraškievica o ortografia clàssica belarussa (IPA / taraʂˈkʲɛvʲit͡sa /, transcrit taraixkièvitsabelarús: тарашкевіца, клясычны правапіс transcrit taraixkévitsa, kliassitxni pràvapis) és una variant de l'ortografia del belarús, basada en la norma literària de la moderna llengua belarussa, la primera normalització de la qual fou feta per Branislau Taraixkièvitx el 1918, i que fou d'ús oficial a Belarús fins a la reforma ortogràfica belarussa del 1933. Des del 1933, la taraškievica ha estat usada informalment a Belarús i per la diàspora belarussa a l'estranger. En un sentit més comú, la taraškievica es considera de vegades com una norma lingüística.
El nom taraškievica ha pretès emfasitzar la similitud de l'ortografia a l'obra de Branislau Taraixkièvitx i pot haver aparegut abans de la Segona Guerra Mundial.
Pels volts del 1994, un àlies, Ortografia clàssica, va ser presentada per Vintsuk Viatxorka, el promotor i autor de la codificació moderna de la taraškievica.
El 2005, amb la publicació de l'Ortografia clàssica del belarús, es va fer la normalització moderna de la taraškievica. El 2007, la Internet Assigned Numbers Authority assignà a la taraškievica la seva pròpia subetiqueta d'idioma "tarask" (l'etiqueta completa de llengua del belarús amb ortografia clàssica és "be-tarask").

## Història

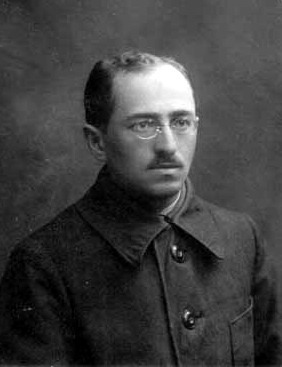
Branislau Taraixkièvitx

El 1918, en vigílies de la proclamació de la independència de Belarús, va aparèixer un desig per a la normalització de l'escriptura en belarús. Els principals lingüistes del país van presentar diversos projectes:
- “Biełaruskaja hramatyka dla škoł” per Branislau Taraixkièvitx— la primera edició usava łacinka (l'alfabet llatí), i aviat fou seguida per una variant en ciríl·lic[25]
- “Hramatyka biełaruskaj mowy” per Baliaslau Patxopka
- “Biełaruski prawapis” per Anton Lutskièvitx i Ian Stankièvitx
- “Prosty sposab stаcca u karotkim časie hrаmatnym” per Rudolf Abikht i Ian Stankièvitx

Finalment, es va considerar preferible la proposta de Taraixkièvitx. Això va ser per una sèrie de raons: l'ortografia de Taraixkièvitx era la més ben fonamentada la majoria; cobria la majoria de les col·lisions ortogràfiques; en gran part continuava la pràctica de la premsa belarussa en el període anterior; incloïa exercicis amb fins didàctics; i, finalment, estava patrocinada pels líders polítics belarussos de l'època.
El treball de Taraškievič proporcionà el model definitiu de les principals característiques del belarús. Totes les propostes i reformes posteriors de la llengua belarussa s'han basat en la seva codificació.

### Propostes de reforma i reforma ortogràfica belarussa de 1933
El 1926 en Minsk es va celebrar una conferència internacional sobre la reforma de l'ortografia belarussa, on es van discutir alguns temes d'ortografia. El 1927 es va formar un Comitè de Lingüística que consistia en els acadèmics i lingüistes belarussos, que treballaven en els problemes de la llengua belarussa i desenvolupades principalment en la norma ortografia per Taraškievič. En 1929 amb la finalitat de belarussificació la tasca del Comitè va ser detingut. Tot i això, els resultats del seu treball es va publicar en 1930.
En 1930 un grup de científics de l'Institut de Lingüística belarussa va començar a treballar en una altra proposta de reforma de l'ortografia belarussa. Els autors de la proposta declaren rebuig de les idees de "democràcia nacional", que eren, segons les seves creences, la base de l'obra pel Comitè de Lingüística a 1927-1929. Com a resultat, el grup en 1933 va proposar una revisió profunda de la llengua belarussa, però va mantenir les idees de Taraškievič per préstecs a Belarús i gairebé íntegrament reprodueix els resultats de 1930 proposada.
Tot i això, la proposta va ser rebutjada per l'URSS autoritats a causa de massa baixa fidelitat d'aproximació de la llengua belarussa al rus. El 5 maig 1933 Comitè Central del Partit Comunista de la RSSB format un Comitè Polític especial per a la revisió dels diccionaris i nova ortografia regles rus-belarusses de la llengua belarussa. El Comitè es componia fonamentalment dels polítics, i cap lingüista va ser inclòs en ella.
Fins a 21 juliol 1933 un decret de la Taula del Comitè Central del Partit Comunista de l'RSSB es va publicar que s'afirmava el final de l'obra sobre la reforma llengua belarussa. El 27 d'agost de 1933 la proposta va ser aprovada per decret del Comitè Central Belarús del Partit Comunista, sense discussió pública.
La reforma ortografia belarussa de 1933 va aprovar tots els canvis de la proposta acadèmica del 1933 que acostava la llengua belarussa al rus. La reforma introduïda tots dos. fonètica i canvis morfològics, així com el vocabulari de Belarús, on es van excloure les paraules que no tenen equivalents directes en la llengua russa i algunes paraules russes introduïdes. Després de la reforma van ser destruïts els manuscrits dels diccionaris acadèmics belarussos llestos.
Com a resultat de la reforma de l'ortografia belarussa de 1933 més de 30 característiques fonètiques i morfològiques de la llengua russa es van introduir en Belarús.

### Després de 1933
La legitimitat de la reforma de la gramàtica en 1933 mai va ser adoptada per alguns grups polítics a Belarús Occidental, a diferència, per exemple, del KPZB, ni pels emigrants, que van deixar Belarús després de 1944. Això es va fer un rebuig qüestió d'ideologia, i presentat com anti - russificació. Un dels crítics més vocals era Ian Stankièvitx, a partir de la seva publicació 1936.
No obstant això, el rebuig de tots els desenvolupaments oficials post-1933, la comunitat es va quedar amb tots els problemes de la gramàtica pre-1933 pràcticament sense resoldre i eficaç sense gramàtica unificada per utilitzar.
Després de la dècada de 1930 Taraškievica va ser utilitzat sobretot per la diàspora de Belarús a l'estranger. L'únic ús a gran escala de la gramàtica pre-1933 en el territori de Belarús després de la dècada de 1930 es va dur a terme durant l'ocupació alemanya de Belarús en 1941-1944.

## En l'actualitat
Durant el període de la perestroika de finals de 1980, es va iniciar el moviment per al retorn de la taraškievica a Belarús. A principis de la dècada de 1990 la taraškievica es va utilitzar a Belarús juntament amb l'anomenat "Narkamauka," la variant oficial de Belarús. El 14 de juny 1992 es va celebrar una conferència de periodistes i editors que utilitza l'ortografia clàssica a Vilnius.
Per resoldre el problema de la normalització del Comitè de Millora d'ortografia (belarús: Камісія па ўдасканаленьні правапісу) va ser creat. El Comitè va treballar en 1991-1992 i el 1993 va publicar les seves propostes de canvis ortogràfics.
El 2005 per estandarditzar la taraškievica, un grup de treball de quatre persones (que constava de Juras Bušlakoŭ, Vincuk Viačorka, Źmicier Sanko i Zmicier Sauka) proposà una codificació de la taraškievica anomenada ortografia clàssica del belarús (belarús: Беларускі клясычны правапіс) com a resultat d'intenses discussions i diversos anys ". Aquesta proposta va ser adoptada pels principals mitjans de comunicació Taraškievica que utilitzen, entre ells el diari Naša Niva, Belarús ARCHE revista, les edicions de Belarús de Radio Liberty i Ràdio Polònia. A més, aquesta variant de l'ortografia es va convertir preferible per al seu ús en el Viquipèdia en belarús en ortografia Taraškievica.
El 27 d'abril del 2007, l'Internet Assigned Numbers Authority va assignar al llenguatge el sufix tarask -per Taraškievica-. El codi complet per al belarús en l'ortografia clàssica és el be-tarask.